# Perizoma dilacerata
Perizoma dilacerata là một loài bướm đêm trong họ Geometridae.